# Milunići
Milunići este un sat din comuna Pljevlja, Muntenegru. Conform datelor de la recensământul din 2003, localitatea are 126 de locuitori (la recensământul din 1991 erau 85 de locuitori).

## Demografie
În satul Milunići locuiesc 99 de persoane adulte, iar vârsta medie a populației este de 41,1 de ani (41,6 la bărbați și 40,7 la femei). În localitate sunt 39 de gospodării, iar numărul mediu de membri în gospodărie este de 3,23.
Această localitate este populată majoritar de sârbi (conform recensământului din 2003).
|  |

| Demografie | Demografie | Demografie |
| An         | Locuitori  | Locuitori  |
| ---------- | ---------- | ---------- |
|            |            |            |
|            |            |            |
|            |            |            |
|            |            |            |
| 1948       | 143        |            |
| 1953       | 178        |            |
| 1961       | 173        |            |
| 1971       | 144        |            |
| 1981       | 154        |            |
| 1991       | 85         | 81         |
| 2003       | 127        | 126        |

| \| Componența etnică conform recensământului din 2003[2] \| Componența etnică conform recensământului din 2003[2] \| Componența etnică conform recensământului din 2003[2] \| Componența etnică conform recensământului din 2003[2] \| Componența etnică conform recensământului din 2003[2] \| \| ----------------------------------------------------- \| ----------------------------------------------------- \| ----------------------------------------------------- \| ----------------------------------------------------- \| ----------------------------------------------------- \| \| \| \| \| \| \| \| Sârbi \| Sârbi \| \| 118 \| 93,65% \| \| Muntenegreni \| Muntenegreni \| \| 8 \| 6,34% \| \| necunoscută \| necunoscută \| \| 0 \| 0% \| |              |  |     |        |
| Componența etnică conform recensământului din 2003 |              |  |     |        |
| |              |  |     |        |
| Sârbi | Sârbi        |  | 118 | 93,65% |
| Muntenegreni | Muntenegreni |  | 8   | 6,34%  |
| necunoscută | necunoscută  |  | 0   | 0%     |